# Напад у Золингену 2024.
Напад у Золингену 2024. догодио се 23. августа 2024. када је мушкарац наоружан ножем убио три особе, а ранио још осморо, током одржавања фестивала посвећеног 650. рођендану немачког града Золингена.
Након што је нападач побегао са лица места, локалне власти су спровеле потрагу великих размера која је трајала 24 сата и током које се осумњичени предао.
Током потраге, локални становници су упозорени да буду опрезни и у приправности. Петнаестогодишњак је ухапшен јер је наводно знао за планове нападача и разговарао са њим непосредно пре напада.
Главни јавни тужилац води истрагу због сумње да је почињено кривично дело тероризма или политички мотивисано кривично дело.

## Позадина
Золинген, град са око 160.000 становника, налази се у близини већих градова Келна и Диселдорфа у Северној Рајни-Вестфалији, најмногољуднијој немачкој држави.
Напад се догодио током манифестације под називом Фестивал различитости (Festival der Vielfalt), тродневног догађаја од 23. до 25. августа којим се слави 650. годишњица оснивања Золингена. Представљен је као претварање центра града у велику "миљу славља" која се протеже од Нојмаркта до Фронхофа и све до Млинског трга. Инцидент се догодио на Фронхофу, централном тргу и пијаци у срцу града, где је постављена бина за музичке наступе.

## Напад
Напад се догодио око 21:40 по локалном времену. Мушкарац је ножем избо неколико људи, убивши троје и ранивши још осморо. Музичар Тобијас Топић, који је наступао у време напада, замољен је од обезбеђења да настави свој наступ како би се спречила масовна паника.
Власти су првобитно саопштиле да разматрају могућност тероризма као мотива за напад, за који полиција верује да је дело једног нападача. Исламска држава (ИСИС) је 24. августа преузела одговорност за напад.
Троје погинулих су локалци, двојица мушкараца, старости 56 и 67 година, и једна жена стара 56 година, Полиција је одмах покренула потрагу. Наоружани службеници су били на лицу места, блокиравши велике делове града, са постављеним баријерама на разним локацијама.
Према немачком листу Билд, тешко наоружане јединице СЕК, са око 40 специјалних возила, биле су распоређене у Золинген. Блокиране су раскрснице, а становницима је саветовано да остану у затвореном простору и избегавају центар града.
Након напада, остатак фестивала је отказан. У вези са овим случајем ухапшен је 15-годишњак, а власти су навеле да је виђен како разговара са починиоцем неколико тренутака пре напада. Тинејџер није главни осумњичени, али је наводно знао за будући напад, а да то није пријавио властима.
Државно тужилаштво у Диселдорфу третира случај као могући терористички инцидент јер није постојао други мотив, а чини се да жртве нису повезане.

## Осумњичени
Дан након злочина, полиција је ухапсила 26-годишњег Сиријца као осумњиченог, након што се предао полицијској патроли, одевен у прљаву и крваву одећу. Осумњичени, за којим је полиција већ трагала у вези са нападом, дошао је у Немачку у децембру 2022. године.
Годину дана након подношења захтева за азил у Билефелду, почео је да добија социјалну помоћ, а затим се преселио у Падерборн.
Осумњичени, сунитски муслиман, рођен је у Деир ез-Зору у Сирији, а власти га претходно нису идентификовале као исламског екстремисту. Осумњичени је првобитно ушао у Европску унију преко Бугарске, а немачке власти су, на основу Даблинске уредбе, покушале да га депортују назад у Бугарску почетком 2023. године, али се он сакрио. Појавио се неколико месеци касније и додељен му је смештај у Золингену.
Након хапшења наводног починиоца, истрагу је преузео главни јавни тужилац због сумње да је починио кривично дело тероризма или политички мотивисаног кривичног дела.

## Реакције
Министар унутрашњих послова Северне Рајне-Вестфалије Херберт Реул, који је у ноћи напада отпутовао у Золинген, упозорио је на спекулације о починиоцу, рекавши да је још увек немогуће било шта рећи о њему или његовим мотивима. Реул, савезна министарка унутрашњих послова Ненси Фаесер и председник-министар Северне Рајне-Вестфалије Хендрик Вјуст посетили су место злочина 24. августа.
Према немачком листу Die Zeit и Њујорк тајмсу, градоначелник Золингена Тим Курзбах, објавио је поруку о нападу на градској Фејсбук страници, рекавши „ове вечери смо сви у шоку, ужасу и великој тузи у Золингену. Сви смо желели да заједно прославимо годишњицу нашег града и сада морамо да тугујемо за мртвима и повређенима“. Он је такође захвалио свим хитним службама које су реаговале на напад.
Алтернатива за Немачку је за напад окривила не само владајућу коалицију, већ и опозициону странку ХДУ, повезујући је са имиграцијом.